# VENY
VENY（ヴェニー、1998年10月27日 - ）は、日本のプロレスラー。宮城県気仙沼市出身。血液型B型。本名は非公開だが、旧リングネームは朱崇花（あすか）で一文字「崇」は本名から取った。
日本人で初めて性同一性障害を公表したプロレスラーである。
WWEのASUKAとはリングネームが重複するため、現在の活動は「VENY (ヴェニー) 」。

## 所属
- プロレスリングWAVE（2015年8月 - 2018年12月）
- フリー（2019年1月 - ）

## 経歴・戦歴
小3の時、心の変化に気づき周囲との違いを感じつつも、男性として生きてきたが、16歳の時に限界を感じて病院で検査を受けた結果、性同一性障害と診断された。しかし、プロレスラーの夢は捨てきれず、憧れていた浜田文子が所属するプロレスリングWAVEに入門。
2015年
- 8月10日、後楽園ホールにて山縣優相手にデビュー、ドロップキック5連発を見せるも、最後はミサイルキックに沈んだ[4]。同期には橋本千紘がいる[5]。
- 8月27日、新木場1stRINGにて桜花由美と組み、華名&山下りな組と対戦し、桜花のスパインバスターからムーンサルトプレスで初の自力勝利[6]。
- 11月22日、2014年まで通っていた仙台育英学園高等学校がある宮城県でのSENDAI WAVE 〜KEEP SMILE :) 4〜で初凱旋。

2017年
- WAVE10周年記念大会でメインに大抜擢され桜花由美から勝利。シューティングスタープレスを初公開。

2018年
- ZERO1で活動中のVOODOO-MURDERSに加入し定期参戦。ZERO1主催の天下一Jr.に出場する。
- 7月3日、DDTプロレスリング新木場1stRING大会にて、佐々木大輔&遠藤哲哉と組み、彰人&勝俣瞬馬&赤井沙希組と対戦。
- 8月19日、WAVE後楽園ホール大会にて彩羽匠の保持するRegina di WAVE王座に挑戦し勝利。自身初の王座戴冠となる。
- 9月2日、W-1横浜文化体育館大会にて木村花とのシングルに敗戦後、木村よりタッグ結成を呼びかけられるも応じず。
- 9月16日、WAVE後楽園ホール大会にて、木村とRegina di WAVE王座をかけて再戦し、これを制す。試合後、逆に朱崇花が呼びかける形で木村とタッグ結成。後にタッグチーム名がFloÜrish（フロウリッシュ）となる。
- 12月末日付にてプロレスリングWAVEを退団。以降はフリーランスとしてDDTプロレスリング、SEAdLINNNG、WRESTLE-1、魔界などに参戦。

2021年
- AEWが開催するWOMEN'S WORLD CHAMPIONSHIPにエントリー
- 10月9日、大田区総合体育館大会にて東京女子プロレス初参戦。試合で組んだ上福ゆきとのタッグ名を「VENYU（ベニーユ）」とした。

2023年
- 9月1日をもって、朱崇花でのリングネームでの活動を終了し、翌日からはリングネームはVENYとして統一する[7][8]。

2025年
- 3月13日、2021年7月からストロングスタイルプロレスに参戦していた女子覆面レスラー「タイガー・クイーン」の正体であることを明らかにし、またタイガー・クイーンとしての活動を終了すると発表[9]。

## 得意技
ムーンサルトプレス
主なフィニッシャーの一つ。
メリーゴーランドン
旋回式チョークスラム。主なフィニッシャーの一つ。
ASKA FANTASY
相手の両腕を掴み、引き込みながら後転してのエビ固め。
シューティングスタープレス
最上級フィニッシャー
紅花衣
変形キャプチュードバスター
ライオンサルト
場外ミサイルキック

## 入場曲
- Run the World (Girls) / Beyoncé
- bad guy / Billie Eilish
- 残響散歌 / Aimer
- Land Of Lola / BILLY PORTER
- Telephone / Lady GaGa
  - 上福ゆきとのタッグ時に使用

## タイトル歴
プロレスリングWAVE
- 第11、20代Regina di WAVE王座
- 第12代W.W.W.D認定世界シングル王座

DDTプロレスリング
- 第1348代、第1366代、第1412代アイアンマンヘビーメタル級王座
- 第2代KO-D10人タッグ王座（パートナーは男色ディーノ&トランザム★ヒロシ&瑞希&飯野雄貴）
- 第74代KO-Dタッグ王座（パートナーはMAO）

ガンバレ☆プロレス
- 第25代GWC認定6人タッグ王座（パートナーは新納刃、冨永真一郎）

SEAdLINNNG
- 第5代、第11代BEYOND THE SEA SINGLE王座
- 第9代、第11代BEYOND THE SEA TAG TEAM王座（パートナーは真琴）

センダイガールズプロレスリング
- 第11代センダイガールズワールドシングルチャンピオンシップ
- 第21代センダイガールズワールドタッグチームチャンピオンシップ（パートナーはレナ・クロス）

その他
- 第31代インディペンデントワールド世界ジュニアヘビー級王座

プロレスリング・イラストレーテッド
- 2021年 PWI Women's 150 - 56位[10]
- 2022年 PWI Women's 150 - 84位[11]
- 2022年 PWI Tag Team 100 - 59位（パートナーは真琴）[12]
- 2023年 PWI Women's 250 - 50位[13]
- 2024年 PWI Women's 250 - 85位[14]